# 拉韋納鎮區 (密歇根州)
拉韋納鎮區（英語：Ravenna Township）是位於美國密歇根州馬斯基根縣的一個行政鎮區。

## 地方資料
拉韋納鎮區的面積為94.20平方千米，當中陸地面積為93.70平方千米，而水域面積為0.50平方千米。根據2020年美國人口普查的數據，當地共有人口2962人，而人口密度為每平方千米31.44人。